# Labidocera jollae
Labidocera jollae är en kräftdjursart som beskrevs av Esterly 1906. Labidocera jollae ingår i släktet Labidocera och familjen Pontellidae. Inga underarter finns listade i Catalogue of Life.